# Lomer Indústria e Comércio de Autos Esportivos
Lomer Indústria e Comércio de Autos Esportivos Ltda. war ein brasilianischer Hersteller von Automobilen.

## Unternehmensgeschichte
Das Unternehmen aus Osasco stellte in der zweiten Hälfte der 1980er Jahre Automobile und Kit Cars her. Der Markenname lautete Lomer. Ein Verkaufsraum befand sich in São Paulo.

## Fahrzeuge
Das einzige Modell war ein VW-Buggy, der auf den Kauê von Fiberbras zurückging. Ein Fahrgestell von Volkswagen do Brasil bildete die Basis. Darauf wurde eine offene türlose Karosserie aus Fiberglas montiert. Sie bot Platz für 2 + 2 Sitze. Auffallend war die Überrollvorrichtung hinter den vorderen Sitzen. Überliefert sind die Ausführungen S (Standard), L (Luxus) und SLE (Super-Luxus), die sich in der Ausstattung unterschieden.
Üblicherweise trieb ein luftgekühlter Vierzylinder-Boxermotor die Fahrzeuge an. Alternativ stand ein wassergekühlter VW-Motor mit 1800 cm³ Hubraum zur Verfügung.